# Мочевыделительная система человека
Мочевыдели́тельная систе́ма (мочева́я систе́ма) челове́ка — система органов, формирующих, накапливающих и выделяющих мочу у человека. Состоит из пары почек, двух мочеточников, мочевого пузыря и мочеиспускательного канала. Аналогом у беспозвоночных является нефридий.

## Физиология

### Почки

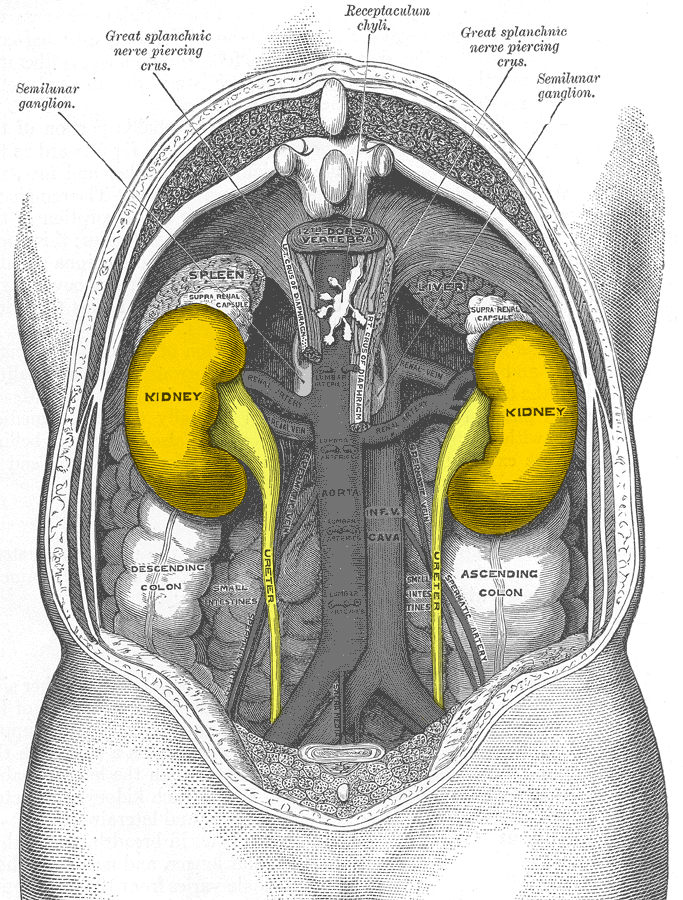
Органы забрюшинного пространства. Почки и отходящие от них мочеточники окрашены жёлтым.

Почки — органы бобовидной формы, размерами 10-12 см в длину, 5-6 см в ширину и 3-4 см в толщину, располагающиеся в забрюшинном пространстве, вблизи поясничного отдела позвоночника. Почки окружены перинефральным жиром; кверху и несколько спереди от почек располагаются надпочечники. Кровоток в почках осуществляется через почечные артерии (ветви брюшной аорты) и составляет 1,25 л/мин (25 % от сердечного кровотока). Это является важным аспектом в связи с тем, что основной ролью почек является фильтрация из крови ненужных веществ. Почечные лоханки продолжаются книзу мочеточниками, спускающимися к мочевому пузырю.
Почка выполняет много функций — концентрация мочи, поддержание электролитного и кислотно-основного гомеостаза. Почка выделяет и повторно поглощает (реабсорбирует) электролиты (натрий, калий, кальций и т. д.) под контролем гормонов местного и системного действия (ренин-ангиотензиновая система). Почки отвечают за регуляцию pH крови, выделяя связанные кислоты и ионы аммония. Помимо этого, через почки выделяется мочевина — продукт метаболизма белков. В результате фильтрации, реабсорбции и секреции почки образуют мочу — гиперосмолярный раствор, накапливающийся в мочевом пузыре.
В среднем человек производит приблизительно 1,5 литра мочи в сутки. Уровень почечной фильтрации зависит от фильтрации клубочков, которая пропорциональна общему почечному кровотоку. На клубочковый кровоток влияют гормоны местного и системного действия. На производство мочи могут оказывать прямое или косвенное воздействие некоторые лекарственные вещества; мочегонные препараты, как правило, увеличивают мочевыделение посредством воздействия на фильтрацию и реабсорбцию электролитов.

### Мочевой пузырь
У людей мочевой пузырь представляет собой полый мышечный орган, располагающийся забрюшинно в малом тазу. Мочевой пузырь служит для накопления мочи. Вместимость мочевого пузыря в среднем 500—700 мл и подвержена большим индивидуальным колебаниям. Размеры мочевого пузыря меняются в зависимости от его растяжения содержимым. При отсутствии заболеваний мочевой пузырь может спокойно удерживать 300 мл мочи в течение 2—5 часов.
Эпителий мочевого пузыря называется «переходным эпителием». Обычно содержимое мочевого пузыря стерильно.
Поток мочи при её выделении из мочевого пузыря регулируется круговыми мышцами-сфинктерами. Стенка мочевого пузыря также имеет мышечный слой (детрузор), который, сокращаясь, обусловливает мочеиспускание.
Мочеиспускание — произвольный (контролируемый сознанием) рефлекторный акт, запускаемый рецепторами натяжения в стенке мочевого пузыря, посылающими в головной мозг сигнал о наполнении мочевого пузыря. Это создаёт ощущение позывов к мочеиспусканию. При начале опорожнения мочевого пузыря его сфинктер расслабляется, а детрузор сокращается, создавая поток мочи. Также в мочеиспускании участвуют поперечнополосатые мышцы промежности, брюшного пресса и мочеполовой диафрагмы.

### Уретра
Конечной частью выделительной системы является уретра (мочеиспускательный канал). Мочеиспускательный канал отличается у мужчин и женщин — у мужчин он длинный и узкий (длиной 22—24 см, шириной до 8 мм), а у женщин — короткий и широкий. В мужском организме в уретру также открываются протоки, несущие сперму.